# Сестра (мемориал)
«Сестра» — мемориал, входящий в «Зелёный пояс Славы». Расположен в устье реки Сестры, недалеко от Сестрорецка (38 км Приморского шоссе).

## История
Мемориал сооружён в 1966 году. Архитекторы М. Е. Колосовский, Л. М. Берлинерблау, художник Г. А. Пейсис.
Когда в 1969 году начал создаваться «Зелёный пояс Славы» вокруг Ленинграда, в Сестрорецке в него вошли уже созданные два памятника — «Сестра» и «Белый Остров» — там, где шли ожесточённые бои на 38 и 39 км Приморского шоссе, а также берёзовая аллея, точно прошедшая по линии обороны.

## Фото

Памятник «Сестра»